# Niederbiel
Niederbiel ist ein Ortsteil der Stadt Solms im mittelhessischen Lahn-Dill-Kreis. Es liegt rechts der Lahn. Die nächste große Stadt ist Wetzlar.

## Geographische Lage

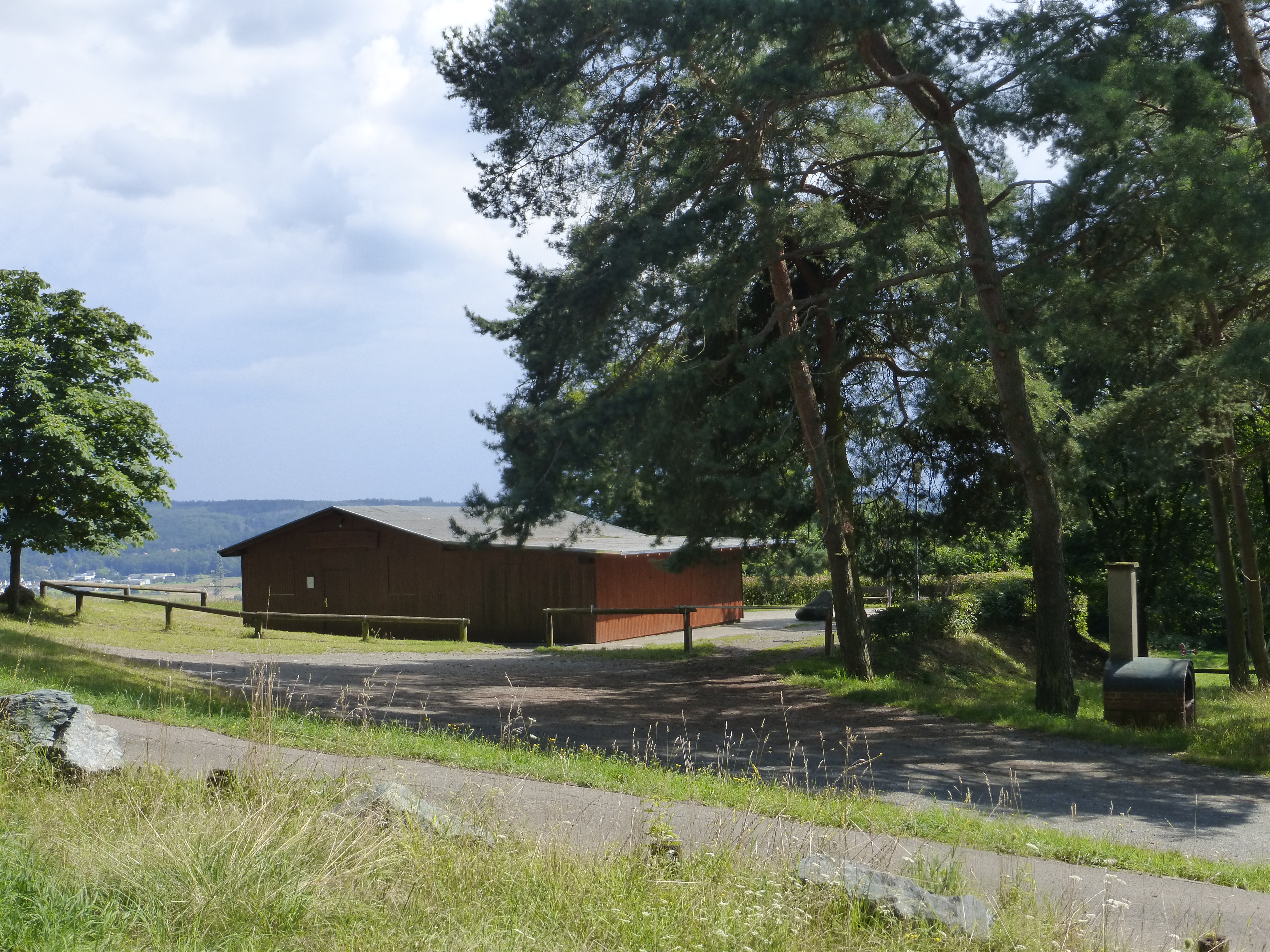
Grillplatz und Aussichtspunkt Schäferburg (230 m ü. NHN)

Der Ort liegt im Lahn-Dill-Gebiet in Mittelhessen an der Lahn, kurz nach der Mündung der Dill. Der Ort liegt am südöstlichen Rand des Westerwalds. Direkter Nachbarort von Niederbiel ist Oberbiel (lahnaufwärts).
Die Gemarkung von Niederbiel erstreckt sich auf 821 ha, davon sind 434 ha bewaldet.

## Geschichte

### Ortsgeschichte
Die Ortschaft liegt zusammen mit Oberbiel in der sogenannten Bieler Mark, welche zum ersten Mal 802 als Bielle in einem Besitzregister und im Lorscher Codex erwähnt wird. Im 14. Jahrhundert wird Niederbiel dann getrennt erwähnt. Kirchlich blieb der Ort eine Filiale von Oberbiel. 1796 wurde der Ortskern stark durch Truppen der Französischen Revolution verwüstet.

### Hessische Gebietsreform
Niederbiel war bis zum 1. Januar 1977 eine eigenständige Gemeinde, die im Zuge der Gebietsreform in Hessen kraft Landesgesetze mit den Gemeinden Bielhausen (mit den Ortsteilen Albshausen und Oberbiel) und Solms zur neuen Großgemeinde Solms zusammengeschlossen wurde.
Ortsbezirke nach der Hessischen Gemeindeordnung wurden nicht errichtet.

### Verwaltungsgeschichte im Überblick
Die folgende Liste zeigt die Staaten und Verwaltungseinheiten, denen Niederbiel angehört(e):
- vor 1806: Heiliges Römisches Reich, Fürstentum Solms-Braunfels, Anteil der Grafschaft Solms, Amt Leun
- ab 1806: Herzogtum Nassau,[Anm. 2] Amt Braunfels
- ab 1816: Königreich Preußen,[Anm. 3] Provinz Großherzogtum Niederrhein, Regierungsbezirk Koblenz, Kreis Braunfels[Anm. 4]
- ab 1822: Königreich Preußen, Rheinprovinz, Regierungsbezirk Koblenz, Kreis Wetzlar[Anm. 5]
- ab 1867: Norddeutscher Bund,[Anm. 6] Königreich Preußen, Rheinprovinz, Regierungsbezirk Koblenz, Kreis Wetzlar
- ab 1871: Deutsches Reich, Königreich Preußen, Rheinprovinz, Regierungsbezirk Koblenz, Kreis Wetzlar
- ab 1918: Deutsches Reich (Weimarer Republik), Freistaat Preußen, Rheinprovinz, Regierungsbezirk Koblenz, Kreis Wetzlar
- ab 1932: Deutsches Reich, Freistaat Preußen, Provinz Hessen-Nassau, Regierungsbezirk Wiesbaden, Kreis Wetzlar
- ab 1944: Deutsches Reich, Freistaat Preußen, Provinz Nassau, Kreis Wetzlar
- ab 1945: Amerikanische Besatzungszone,[Anm. 7] Groß-Hessen, Regierungsbezirk Wiesbaden, Kreis Wetzlar
- ab 1946: Amerikanische Besatzungszone, Hessen, Regierungsbezirk Wiesbaden, Kreis Wetzlar
- ab 1949: Bundesrepublik Deutschland, Hessen, Regierungsbezirk Wiesbaden, Kreis Wetzlar
- ab 1968: Bundesrepublik Deutschland, Hessen, Regierungsbezirk Darmstadt, Kreis Wetzlar.
- ab 1977: Bundesrepublik Deutschland, Hessen, Regierungsbezirk Darmstadt, Lahn-Dill-Kreis
- ab 1981: Bundesrepublik Deutschland, Hessen, Regierungsbezirk Gießen, Lahn-Dill-Kreis

## Kulturdenkmäler

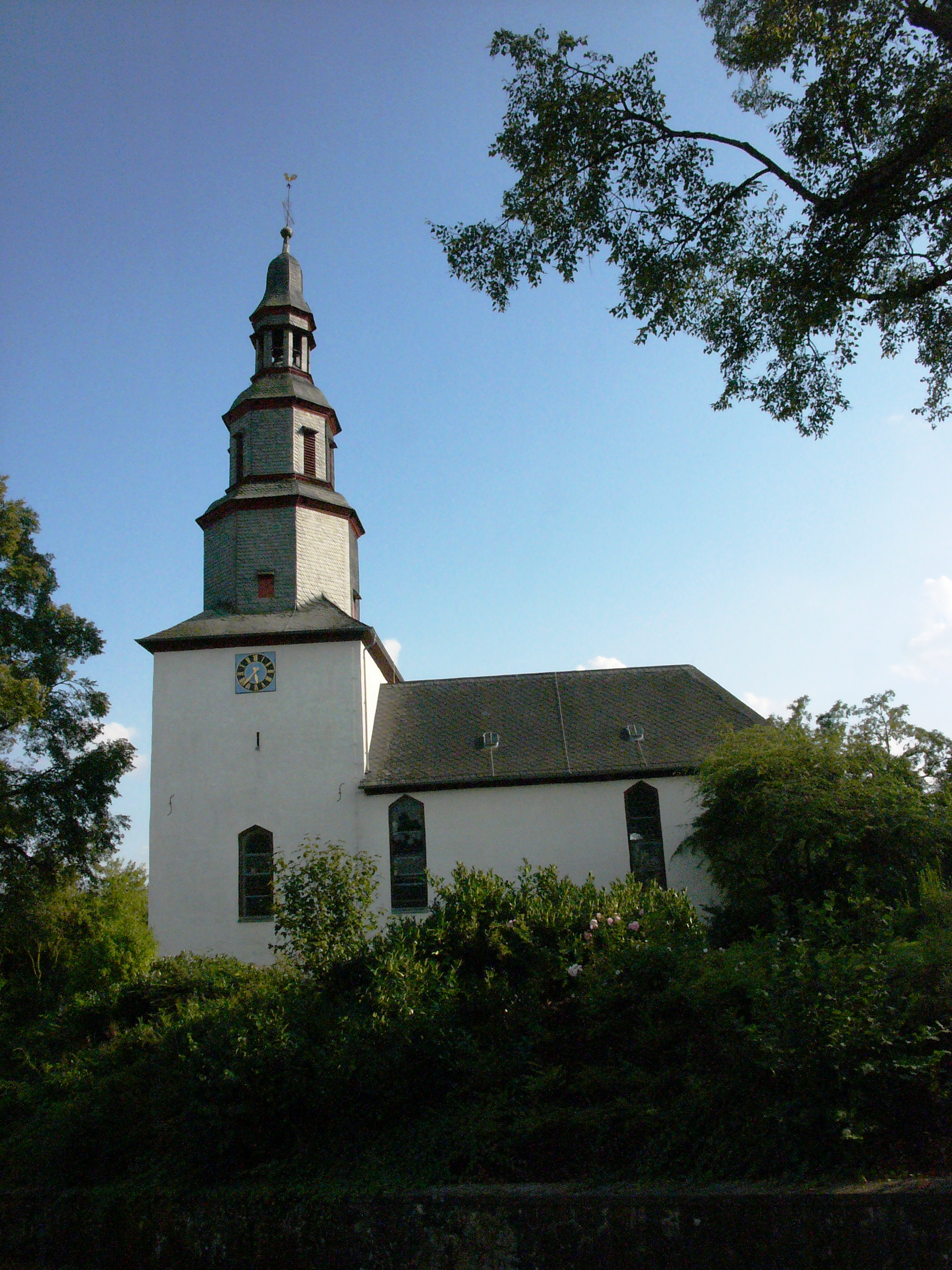
Evangelische Kirche

### Einwohnerentwicklung
| Niederbiel: Einwohnerzahlen von 1834 bis 2018 | Niederbiel: Einwohnerzahlen von 1834 bis 2018 | Niederbiel: Einwohnerzahlen von 1834 bis 2018 | Niederbiel: Einwohnerzahlen von 1834 bis 2018 | Niederbiel: Einwohnerzahlen von 1834 bis 2018 |
| --- | --------------------------------------------- | --------------------------------------------- | --------------------------------------------- | --------------------------------------------- |
| Jahr |                                               |                                               |                                               | Einwohner                                     |
| 1834 | 1834                                          |                                               | 356                                           | 356                                           |
| 1840 | 1840                                          |                                               | 409                                           | 409                                           |
| 1846 | 1846                                          |                                               | 465                                           | 465                                           |
| 1852 | 1852                                          |                                               | 519                                           | 519                                           |
| 1858 | 1858                                          |                                               | 558                                           | 558                                           |
| 1864 | 1864                                          |                                               | 590                                           | 590                                           |
| 1871 | 1871                                          |                                               | 660                                           | 660                                           |
| 1875 | 1875                                          |                                               | 634                                           | 634                                           |
| 1885 | 1885                                          |                                               | 712                                           | 712                                           |
| 1895 | 1895                                          |                                               | 700                                           | 700                                           |
| 1905 | 1905                                          |                                               | 690                                           | 690                                           |
| 1910 | 1910                                          |                                               | 717                                           | 717                                           |
| 1925 | 1925                                          |                                               | 750                                           | 750                                           |
| 1939 | 1939                                          |                                               | 771                                           | 771                                           |
| 1946 | 1946                                          |                                               | 1.037                                         | 1.037                                         |
| 1950 | 1950                                          |                                               | 1.084                                         | 1.084                                         |
| 1956 | 1956                                          |                                               | 1.088                                         | 1.088                                         |
| 1961 | 1961                                          |                                               | 1.119                                         | 1.119                                         |
| 1967 | 1967                                          |                                               | 1.224                                         | 1.224                                         |
| 1970 | 1970                                          |                                               | 1.378                                         | 1.378                                         |
| 1976 | 1976                                          |                                               | 1.800                                         | 1.800                                         |
| 1987 | 1987                                          |                                               | 2.065                                         | 2.065                                         |
| 2000 | 2000                                          |                                               | ?                                             | ?                                             |
| 2011 | 2011                                          |                                               | 2.187                                         | 2.187                                         |
| 2013 | 2013                                          |                                               | 2.246                                         | 2.246                                         |
| 2015 | 2015                                          |                                               | 2.740                                         | 2.740                                         |
| 2018 | 2018                                          |                                               | 2.313                                         | 2.313                                         |
| Datenquelle: Historisches Gemeindeverzeichnis für Hessen: Die Bevölkerung der Gemeinden 1834 bis 1967. Wiesbaden: Hessisches Statistisches Landesamt, 1968. Weitere Quellen: ; Zensus 2011; Stadt Solms:2013:, (2015, 2018 mit Nebenwohnsitzen) |                                               |                                               |                                               |                                               |

### Historische Religionszugehörigkeit
Quelle: Historisches Ortslexikon
| • 1834: | 339 evangelische, 10 katholische, 9 jüdische Einwohner              |
| • 1961: | 916 evangelische (= 81,86 %), 192 katholische (= 17,16 %) Einwohner |

## Wirtschaft und Infrastruktur
Niederbiel liegt an der Bundesstraße 49. Am südlichen Ortsrand führt die L3020 (in Niederbiel als Oberbieler Straße geführt). Der nächste Bahnhof befindet sich in Burgsolms an der Lahntalbahn.
In Niederbiel befindet sich die für Solms zuständige Straßenmeisterei. Der Ort verfügt über Grundschule, Kindergarten, einen städtischen Jugendraum und Freiwillige Feuerwehr.
Zwischen Nieder- und Oberbiel ist seit 2013 das Gewerbegebiet Mittelbiel entstanden, das sich über beide Gemarkungen erstreckt.